# 貝爾格拉諾縣 (聖地亞哥-德爾埃斯特羅省)

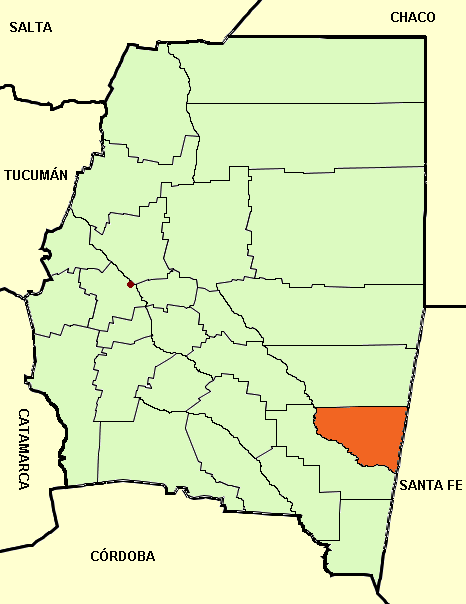

28°53′5″S 62°16′9″W / 28.88472°S 62.26917°W
貝爾格拉諾縣（西班牙語：Departamento Belgrano），是阿根廷的縣份，位於該國北部聖地亞哥-德爾埃斯特羅省，首府設於班德拉，面積3,314平方公里，該地區的地震活動頻繁和低強度，2010年人口9,243，人口密度每平方公里2.79人。